# باك ستانلي
باك ستانلي (بالإنجليزية: Buck Stanley)‏ هو لاعب كرة قاعدة أمريكي، ولد في 13 نوفمبر 1889 في واشنطن العاصمة في الولايات المتحدة، وتوفي في 13 أغسطس 1940 في نورفولك في الولايات المتحدة.

## وصلات خارجية
- باك ستانلي على موقعبيزبول رفرنس.كوم (الدوري الرئيسي) (الإنجليزية)
- باك ستانلي على موقعبيزبول رفرنس.كوم (الدوري الثانوي) (الإنجليزية)